# Милован Миловановић (лекар)
Милован Миловановић (Неготин, 1884 — Београд, 1948) био је српски лекар, редовни члан Српског лекарског друштва, дугогодишњи шеф Просектуре Опште државне болнице, први професор судске медицине на Медицинском факултету и дакан факултета у школској 1943/44. години, предавач судске медицине на Правном факултету у Београду. Захваљујући њему Просектура Опште државне болнице у Београду развила се у модеран Судско-медицински завод, који је 1923. године постао наставна база. Написао је прве уџбенике из судске медицине за медицинаре и њима је у употребу увео српске судско-медицинске термине. У Институту који данас носи његово име створио је школу која је дала и данас даје велики број стручњака.

## Живот и каријера
Рођен је у Неготину 1884. године у коме је завршио основно школовања. Гимназију је завршио у Зајечару.
Медицину је студирао у Бечу од 1904. до 1910. године.
По повратку са студија медицине у Србију 1911. године, након што је Миловановићеву заинтересованост за судску медицину приметио шеф Просектуре др Едуард Михел, на његов предлог ангажован је и потом постављен је за секундарног лекара Просектуре Опште државне болнице у Београду.
Током 1911. и 1912. године усавршавао се у бечком Институту за патологију, да би се током 1920. поново вратио у Беч на специјализацију из патолошке анатомије и судске медицине.
Као резервни санитетски официр, учествовао је 1912. и 1913. године у балаканским ратовима које је водила Српска војска.
Током Првог светског рата, након што је био разрешен војне дужности 1915. године, радио је до до краја рата у Просектури и у Епидемијској лабораторији у Београду.
По завршетку Првог светског рата Миловановић је наставио рад у Просектури да би по оснивању Медицинског факултета у Београду био послат на специјализацију из области патолошке анатомије и судске медицине у Беч. Током 1923. године постављен за ванредног професора Медицинског факултета у Београду, за предмет Судска медицина, а потом је 1933. године промовисан у редовног професора.
Преминуо је у Београду 1948. године, одузевши себи живот у 64. години живота.

## Дело
Његовим залагањем је проширена и модернизована зграда Просектуре у Београду, а затим је за потребе наставе претворена у Судско-медицински завод 1923. године.
Заслужан је за Збирку музејских препарата др Едуарда Михела, коју је Миловановић током низа година предано попуњавао оформивши музеј веома богатог и разноврсног
фонда који постоји и данас.
Милован Миловановић је током своје академске каријере поставио основе судске медицине написавши и прве уџбенике из судске медицине у Србији.